# Mistrzostwa Europy w Saneczkarstwie 1996
35. Mistrzostwa Europy w saneczkarstwie 1996 odbyły się w łotewskim Sigulda. Rozegrane zostały cztery  konkurencje: jedynki kobiet, jedynki mężczyzn, dwójki mężczyzn oraz zawody drużynowe. W tabeli medalowej najlepsze były Niemcy.

## Wyniki

### Jedynki kobiet
| Medal | Zawodniczka       | Narodowość | Czas | Strata |
| ----- | ----------------- | ---------- | ---- | ------ |
|       | Jana Bode         | Niemcy     |      |        |
|       | Gabriele Kohlisch | Niemcy     |      |        |
|       | Andrea Tagwerker  | Austria    |      |        |

### Jedynki mężczyzn
| Medal | Zawodnik          | Narodowość | Czas | Strata |
| ----- | ----------------- | ---------- | ---- | ------ |
|       | Jens Müller       | Niemcy     |      |        |
|       | Albert Diemczenko | Rosja      |      |        |
|       | Markus Schmidt    | Austria    |      |        |

### Dwójki mężczyzn
| Medal | Zawodnicy                                 | Narodowość | Czas | Strata |
| ----- | ----------------------------------------- | ---------- | ---- | ------ |
|       | Stefan Krausse/Jan Behrendt               | Niemcy     |      |        |
|       | Gerhard Plankensteiner/Oswald Haselrieder | Włochy     |      |        |
|       | Albert Diemczenko/Semen Kolobajew         | Rosja      |      |        |

### Drużynowe
| Medal | Zawodnicy | Narodowość | Punkty | Strata |
| ----- | --- | ---------- | ------ | ------ |
|       | Jens Müller/Georg Hackl/Jana Bode/Susi Erdmann/Stefan Krausse/Jan Behrendt                                     | Niemcy     |        |        |
|       | Markus Prock/Markus Schmidt/Angelika Neuner/Andrea Tagwerker/Tobias Schiegl/Markus Schiegl                     | Austria    |        |        |
|       | Armin Zöggeler/Wilfried Huber/Gerda Weissensteiner/Natalie Obkircher/Gerhard Plankensteiner/Oswald Haselrieder | Włochy     |        |        |

## Klasyfikacja medalowa
| Miejsce | Państwo |   |   |   | Razem |
| ------- | ------- | - | - | - | ----- |
| 1.      | Niemcy  | 4 | 1 | 0 | 5     |
| 2.      | Austria | 0 | 1 | 2 | 3     |
| 3.      | Rosja   | 0 | 1 | 1 | 2     |
| 3.      | Włochy  | 0 | 1 | 1 | 2     |